# Stanisław Włodarczyk (biblista)
Stanisław Włodarczyk (ur. 17 kwietnia 1939 w Andrzejowie, zm. 9 sierpnia 2013 w Częstochowie) – polski duchowny rzymskokatolicki, profesor nauk teologicznych, biblista, badacz Nowego Testamentu, rektor Wyższego Instytutu Teologicznego w Częstochowie.

## Życiorys
W 1958 roku po ukończeniu szkoły średniej, wstąpił do Częstochowskiego Wyższego Seminarium Duchownego w Krakowie. Studia ukończył w 1964 roku. 17 maja tego samego roku przyjął święcenia kapłańskie. Był wikariuszem w parafii w Wieruszowie, oraz częstochowskich parafiach św. Teresy i Świętej Rodziny.
W 1969 roku uzyskał na Katolickim Uniwersytecie Lubelskim magisterium i licencjat z teologii. Promotorem jego pracy był ks. prof. Wincenty Granat. W latach 1970–1973 odbył studia na Papieskim Uniwersytecie Gregoriańskim w Rzymie, zakończone uzyskaniem w 1973 roku tytułu doktorskiego na podstawie pracy L’image de Dieu dans l’antropologie de Jean Chrysostome (Obraz Boga w antropologii Jana Chryzostoma). Brał także udział w wykładach w Papieskim Instytucie Biblijnym w Rzymie oraz we Francuskiej Szkole Biblijnej i Archeologicznej w Jerozolimie.
Od 1974 roku wykładowca w Wyższym Seminarium Duchownym Archidiecezji Częstochowskiej, a od 1989 roku pracownik Katedry Egzegezy Nowego Testamentu Papieskiej Akademii Teologicznej w Krakowie. W 1990 habilitował się na Wydziale Teologicznym KUL na podstawie rozprawy Realizacja zbawienia „dziś” w Chrystusie. Semeron w soteriologii Łukasza. W tym samym roku został wybrany rektorem Instytutu Teologicznego w Częstochowie. Funkcję tę sprawował do 2007. W 2000 roku otrzymał tytuł naukowy profesora.
Zmarł 9 sierpnia 2013 roku. Pochowany został na cmentarzu Kule w Częstochowie.

## Wybrane publikacje
Książki:
- L'image de Dieu dans l'anthropologie de Jean Chrysostome, Rzym 1973.
- Realizacja zbawienia „dziś” w Chrystusie. Semeron w soteriologii Łukasza, Lublin 1989.
- Święty Łukasz. Teolog historii zbawienia, Częstochowa 1995, ISBN 83-85438-63-7.
- Trudny dialog. Droga do wiary w Chrystusa Zbawiciela, Częstochowa 2001, ISBN 83-7168-827-X.
- Nowy lud Boży w myśli teologicznej św. Łukasza, Częstochowa 2008, ISBN 978-83-7424-473-2.
- Dzieło św. Łukasza (Łk-Dz) w świetle świadectw pozabiblijnych, Częstochowa 2009, ISBN 978-83-7424-682-8.